# Ynys Lochtyn
Ynys Lochtyn är en tidvattensö, d v s vid ebb så finns inget vatten mellan ön och fastlandet. Den ligger i Wales i Storbritannien. Närmaste större samhälle är Cardigan, 16 km sydväst om Ynys Lochtyn. 